# Рощенко, Владимир Фёдорович
Владимир Фёдорович Рощенко (1921—1990) — гвардии полковник Советской Армии, участник Великой Отечественной войны, Герой Советского Союза (1943).

## Биография
Родился 20 сентября 1921 года в городе Ветлуга (ныне — Нижегородская область). С 1932 года проживал в городе Короча, где окончил среднюю школу. В 1939 году был призван на службу в Рабоче-крестьянскую Красную армию. В 1941 году окончил Чкаловское военное авиационное училище лётчиков. С июня того же года — на фронтах Великой Отечественной войны.
К июлю 1943 года гвардии старший лейтенант Владимир Рощенко был штурманом эскадрильи 8-го гвардейского авиаполка дальнего действия, 8-й гвардейской авиадивизии дальнего действия, 2-го гвардейского авиакорпуса дальнего действия, АДД СССР. К тому времени совершил 190 боевых вылетов на бомбардировку скоплений боевой техники и живой силы противника, его важных объектов, нанеся ему большие потери. Большинство боевых вылетов совершал в тёмное время суток.
Указом Президиума Верховного Совета СССР от 27 июля 1943 года за «образцовое выполнение боевых заданий командования на фронте борьбы с немецкими захватчиками и проявленные при этом мужество и героизм» гвардии старший лейтенант Владимир Рощенко был удостоен высокого звания Героя Советского Союза с вручением ордена Ленина и медали «Золотая Звезда» за номером 1056.
После окончания войны продолжил службу в Советской Армии. В 1955 году окончил Военно-воздушную академию. В 1960 году в звании полковника был уволен в запас. Проживал в Москве, работал в гражданской авиации. Умер 30 мая 1990 года, похоронен на Троекуровском кладбище Москвы.
Был награждён двумя орденами Ленина, орденом Александра Невского, двумя орденами Отечественной войны 1-й степени, орденом Красной Звезды и рядом медалей.